# Jane Leeves
Amanda Jane Leeves (Ilford, Inglaterra, 18 de abril de 1961) es una actriz de televisión, cine y productora británica. Ha desarrollado su carrera profesional en Estados Unidos. Conocida por su papel como Daphne Moon en la sitcom Frasier, de 1993 a 2004. Ganadora del premio Viewers for Quality Television 1995 y el premio Screen Actors Guild Awards 2000 (compartido).

## Carrera
Hija de un ingeniero y una enfermera, creció en East Grinstead, Sussex junto a sus dos hermanas y un hermano. En sus comienzos estudió danza en el Bush Davies School of Dance, trabajó luego como modelo, y realizó su primer papel cinematográfico como bailarina (no incluida en el reparto oficial), en el filme El sentido de la vida (1983) de los Monty Python.

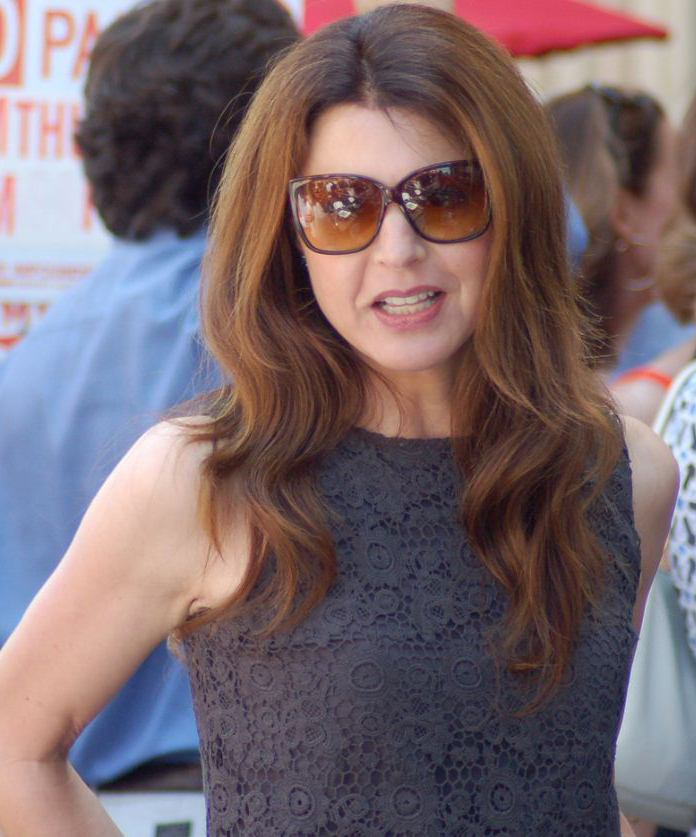
Leeves en 2012

Después de participar en cuatro episodios de la serie El show de Benny Hill, se mudó a Estados Unidos. En 1985 participó en el filme Vivir y morir en Los Ángeles, continuando su carrera principalmente en televisión. Entre las series en las cuales participó destacan Throb (48 episodios, 1986-1988), Murphy Brown (9 episodios, 1989-1993), Seinfeld (4 episodios, 1992-1998), Hercules (3 episodios, 1998), Frasier (263 episodios, 1993-2004) en la cual interpretó el papel de Daphne Moon; y Desperate Housewives (2 episodios, 2010). También ha sido actriz de voz.
En Frasier compartió el premio al Mejor reparto en serie de televisión cómica con los otros miembros principales del programa en 1999. Fue también candidata a un Premio Emmy y a un Globo de Oro, por su papel en la serie.
Desde 2010 es una de las 4 protagonistas de la serie de TV "Hot in Cleveland" que emite el Canal Sony con Valerie Bertinelli, Wendie Malick (también su coprotagonista en la temporada final de Frasier), y la leyenda del cine y la TV Betty White "Rose Nylund" en las Chicas de Oro.
En 2011 fue nominada al Screen Actors Guild Award.

## Vida privada
Está casada desde 1996 con Marshall Coben, un ejecutivo de CBS Television Studios, y tienen dos hijos : Isabella Kathryn (2001) y Finn William (2003).
Mide 1,78 m de altura.
Es propietaria de una productora llamada Bristol Cities, junto a su hermana Kathryn y Peri Gilpin.

## Filmografía y Televisión
| Año       | Título                                        | Rol                           | Notas |
| --------- | --------------------------------------------- | ----------------------------- | --- |
| 1981      | Nice to See You                               | Desconocido                   | |
| 1983      | El sentido de la vida                         | Bailarina                     | Sin acreditar |
| 1983      | The Hunger                                    | Desconocido                   | Sin acreditar |
| 1983-1985 | The Benny Hill Show                           | Hill's Angel                  | (Serie de TV, 4 episodios) |
| 1985      | Vivir y morir en Los Ángeles                  | Serena                        | Acreditado como Jane Leaves |
| 1987      | Murder, She Wrote                             | Gwen Petrie                   | (Serie de TV, 1 episodio: "Se corre en la familia") |
| 1986-1988 | Throb                                         | Anne prudence "Blue" Bartlett | (Serie de TV, 48 episodios) |
| 1989      | Es una forma de vida                          | Terry Tedaldo                 | (Serie de TV, 1 episodio: "Él nunca cantó para su padre") |
| 1989      | Sr.                                           | Profesor Ann Burns            | (Serie de TV, 1 episodio: "El profesor") |
| 1989      | Hooperman                                     | Annie                         | (Serie de TV, 1 episodio: "Vigilancia") |
| 1989-1993 | Murphy Brown                                  | Audrey Cohen                  | (Serie de TV, 9 episodios) |
| 1990      | Mis dos papás                                 | Harriet                       | (Serie de TV, 1 episodio: "Nos vemos en septiembre?") |
| 1990      | Sala de Romance                               | Desconocido                   | (Serie de TV, 1 episodio: "La realidad de una noche de verano") |
| 1990      | Quien es el jefe?                             | Sra.                          | (Serie de TV, 1 episodio: "Parental Guidance Suggested") |
| 1991      | Flor                                          | Sheila                        | (Serie de TV, 1 episodio: "El amor apesta") |
| 1992      | Enana roja                                    | Holly                         | Piloto |
| 1992      | Sólo desiertos                                | Amy Phillips                  | |
| 1992-1998 | Seinfeld                                      | Marla Penny                   | (Serie de TV, 4 episodios) |
| 1993-2004 | Frasier                                       | Daphne Moon                   | de calidad Los espectadores de televisión de calidad premio a la mejor actriz de reparto en una serie de comedia de calidad nominado- Premio globo de oro por mejor actriz de soporte - serie, miniserie o película de televisión nominado- Premio Primetime Emmy por la destacada actriz de reparto en una serie de comedia nominado- satélite premio a la mejor actriz - serie de televisión Musical o Comedia nominado- satélite premio para mejor actriz de soporte - serie, miniserie o película de televisión nominado- Screen Actors Guild Award para un rendimiento excepcional por un conjunto en una serie de comedia nominado- espectadores para Award\| de televisión de calidadEspectadores para la concesión de la televisión de calidad para mejor actriz de reparto en una serie de comedia de calidad |
| 1994      | El Sr. escritura                              | Wylie                         | |
| 1994      | Milagro en la calle 34                        | Alberta Leonard               | |
| 1995      | Caroline en la ciudad                         | Daphne Moon                   | (Serie de TV, 1 episodio: "Caroline y the Bad Back") |
| 1996      | James and the Giant Peach                     | Mariquita                     | Papel de la voz |
| 1996      | Reloj de Pandora                              | Rachel Sherwood               | |
| 1996      | La gran guerra y la conformación del siglo XX | Caroline Webb                 | Papel de la voz |
| 1998      | Hercules: la serie animada                    | Athena                        | (Serie de TV, 5 episodios) |
| 1999      | No vaya a romper mi corazón                   | Julieta Gosling               | |
| 1999      | Música del corazón                            | Dorothea von Haeften          | |
| 2003      | El evento                                     | Mona                          | |
| 2003      | Los Simpsons                                  | Edwina                        | (Serie de TV, 1 episodio: "The Regina Monologues") |
| 2006      | Errores                                       | Amanda Watson                 | (Serie de TV, 7 episodios) |
| 2006      | Veinte años                                   | Mary Frances                  | (Serie de TV, 1 episodio: "Big Love") |
| 2006      | Garfield 2                                    | Eenie                         | Papel de la voz |
| 2008      | The Starter Wife                              | Ann Hefton                    | (Serie de TV, 2 episodios) |
| 2009-2011 | Los pingüinos de Madagascar                   | Lulu                          | (Serie de TV, 2 episodios) |
| 2009      | Phineas y Ferb                                | Acrónimo de Almirante         | (Serie de TV, 2 episodios) |
| 2009      | Endless Bummer                                | Liv                           | |
| 2010      | Amas de casa desesperadas                     | El Dr. Graham                 | (Serie de TV, 2 episodios) |
| 2010      | Notas desde el bajo vientre                   | Gracie                        | (Serie de TV, 1 episodio: "Cama de familia Accidental") |
| 2010–2015 | Póquer de Reinas                              | Joy Scroggs                   | (Serie de TV, 84 episodios) Nominado- Screen Actors Guild Award para un rendimiento excepcional por un conjunto en una serie de comedia |
| 2019      | The resident                                  | Kit Voss                      | (Serie de TV, 6 temporadas) |